# Asnières-sous-Bois
Asnières-sous-Bois [ɑnjɛʁ su bwa] ist eine französische Gemeinde mit 114 Einwohnern (Stand: 1. Januar 2022) im Département Yonne in der Region Bourgogne-Franche-Comté. Die Gemeinde gehört zum Arrondissement Avallon und zum Kanton Joux-la-Ville.

## Geografie
Asnières-sous-Bois liegt etwa 35 Kilometer südsüdöstlich von Auxerre und etwa 20 Kilometer westlich von Avallon. Der Ruisseau de Chamoux. ein Zufluss der Yonne, durchquert das Gebiet der Gemeinde von Süd nach Nord. Fast zwei Drittel der Fläche der Gemeinde werden von Wald bedeckt.
Umgeben wird Asnières-sous-Bois von den Nachbargemeinden Châtel-Censoir im Norden, Brosses im Nordosten, Montillot im Osten und Nordosten, Vézelay im Südosten, Chamoux im Süden, Brèves im Süden und Südwesten, Dornecy im Südwesten sowie Lichères-sur-Yonne im Westen und Nordwesten.

## Einwohnerentwicklung

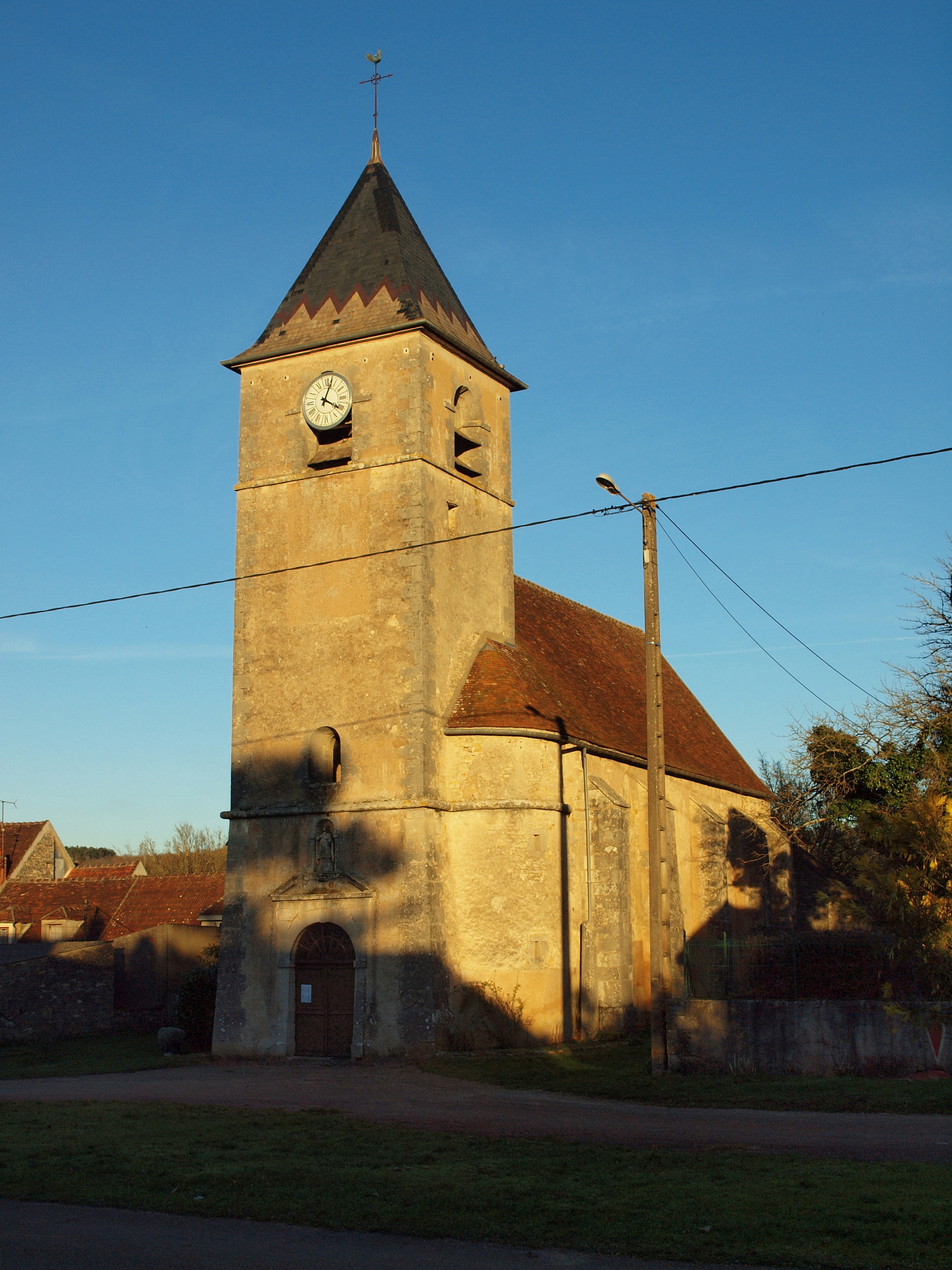
Kirche Saint-Sulpice

| Jahr                       | 1962 | 1968 | 1975 | 1982 | 1990 | 1999 | 2006 | 2013 | 2020 |
| -------------------------- | ---- | ---- | ---- | ---- | ---- | ---- | ---- | ---- | ---- |
| Einwohner                  | 221  | 208  | 187  | 167  | 156  | 166  | 132  | 146  | 113  |
| Quellen: Cassini und INSEE |      |      |      |      |      |      |      |      |      |

## Sehenswürdigkeiten
- Kirche Saint-Sulpice aus dem 12. Jahrhundert
- Kapellenruine in Avrigny
- Schloss Avrigny, ehemaliges Festes Haus, das im 17. Jahrhundert umgebaut und von Gräben umgeben wurde
- Herrenhaus